# Joel Tyrrell
Joel Tyrrell (ur. 9 grudnia 1989) – australijski siatkarz, gra na pozycji libero.
Karierę rozpoczynał w ACT Juniors. Obecnie reprezentuje barwy klubu Australijskiego Instytutu Sportu. W 2010, wraz z reprezentacją narodową, zajął piąte miejsce na Mistrzostwach Azji Juniorów w Iranie.